# Dan Wells
Dan Wells (Orange County, Califórnia, 25 de Outubro de 1973) é um ator estadunidense, também conhecido por sua participação em reality shows.

## Biografia

### Vida pessoal
Daniel Dwayne Wells nasceu em 25 de Outubro de 1973 em Orange County, no estado da Califórnia.

### Carreira
Wells é mais conhecido por ter interpretado Stan, o alter-ego de Sami Brady em Days of Our Lives. Ele também co-estrelou a sitcom Free Ride e fez participações especiais em episódios de Gilmore Girls e Will & Grace. Em 2006, ele ingressou no elenco da telenovela Watch Over Me. Longe das câmeras, Daniel escreveu e produziu o curta metragem Down in the Rabbit Hole.
O ator também fez carreira em reality shows, sendo um dos jovens heterossexuais que participaram do programa de encontros gays Boy Meets Boy do canal de televisão Bravo, além de ter sido um dos competidores de Lost.

## Filmografia

### Televisão
- 2007 CSI: NY como Devon Walsh
- 2007 Watch Over Me como Eric Simpson
- 2006 Will & Grace como Mike
- 2006 Free Ride como Steve Moss
- 2005 Days of Our Lives como Stan

### Cinema
- 2008 Anytown como Deputado LeBlanc
- 2007 The Deep Below como Brad
- 2006 Push como Tony Morelli
- 2004 Species III como Jake
- 2004 Down the Rabbit Hole como Tyler Pearson
- 2004 Bloody Tease como Sammy
- 2003 Irangeles como Kip Wilson
- 2002 Going Down como Ramone